# Richardia elegans
Richardia elegans är en tvåvingeart som beskrevs av Wulp 1899. Richardia elegans ingår i släktet Richardia och familjen Richardiidae. Inga underarter finns listade i Catalogue of Life.